# 浪子
『浪子』（なみこ）は、1932年（昭和7年）製作・公開、田中栄三・木村一衛・滝村和男・三上良二・大内秀邦共同監督による日本の長編劇映画である。

## 略歴・概要
トーキー初期における3大トーキーシステムのひとつをもつアメリカ合衆国のウェスタン・エレクトリックは、日本に東洋ウェスターンを設立、同社は菊池東陽のオリエンタル写真工業の工場内にトーキー撮影の設備を設けさせ、オリエンタル映画社を設立した。同社の第1作として製作されたのが、徳富蘆花のヒット小説『不如帰』の変奏としての本作『浪子』であった。
東洋ウェスターンによるパラマウント映画日本支社との配給提携により、1932年（昭和7年）5月19日、東京・内幸町の帝国劇場等で公開された。オリエンタル映画社は、録音技師として派遣されたマッキナニーの人件費がかさみ、スタジオを新設したにもかかわらず本作1作のみで解消した。
本作の上映用ポジプリントは、マツダ映画社が54分のヴァージョンを所有している。現在も鑑賞可能な作品である。

## スタッフ・作品データ
『日本映画発達史 II 無声からトーキーへ』（田中純一郎）、日本映画データベース参照。
- 製作 : 西本聿造
- 監督 : 田中栄三、木村一衛、滝村和男、三上良二、大内秀邦
- 脚本 : 森岩雄、小林勝
- 撮影 : 三村明、町井春美、池戸豊
- 照明 : 山口松太郎、小畑敏一、相田重義
- トリック : 松井勇
- 録音 : マッキナニー（ウェスタン・エレクトリック）
- 擬音 : 福田宗吉、篠原茂男
- 装置（美術） : 河野鷹思、万本敏直
- 普通写真（スチル写真） : 田公九二扶
- 音楽 : 松山芳野里、松山知恵子

- 上映時間 （巻数 / メートル） : 111分[4] （10巻 / 3,048メートル） / 現存 54分[3]
- フォーマット : 白黒映画 - スタンダード・サイズ（1.33:1） - モノラル録音（ウェスターン・トーキー）
- 初回興行 : 内幸町・帝国劇場 / 浅草・大勝館 / 新宿・新宿松竹館

## キャスト
『日本映画発達史 II 無声からトーキーへ』参照。
- 水谷八重子
- 大日方伝
- 汐見洋
- 林千歳
- 澄川久
- 杉村春子
- 古川緑波 - 特別出演
- 大辻司郎 - 特別出演
- 松井翠声 - 特別出演
- 徳川夢声 - 特別出演

## 関連事項
- 不如帰 (小説)#映画

## 註
1. 1 2 3 4 5 6  『日本映画発達史 II 無声からトーキーへ』、田中純一郎、中公文庫、1976年1月10日 ISBN 4122002966, p.265-267.
2. 1 2  浪子、日本映画データベース、2010年3月10日閲覧。
3. 1 2  主な所蔵リスト 劇映画＝邦画篇、マツダ映画社、2010年3月10日閲覧。
4. ↑  Film Calculator換算結果、コダック、2010年3月10日閲覧。